# Algemene Begraafplaats Losdorp
De Algemene Begraafplaats van Losdorp ligt even ten noordwesten van Losdorp, een dorp in de Groninger gemeente Eemsdelta.

## Beschrijving
De begraafplaats, die werd aangelegd in 1891, is gelegen aan de Fraeilemaweg op een vrijwel vierkant terrein dat wordt omgeven door een haag, een schelpenpad en essen. De grafzerken liggen in vier vakken, waartussen twee haaks op elkaar gelegen paden lopen. Op de hoofdas, het pad dat van oost naar west loopt, liggen het toegangshek, een perkje en een baarhuisje. Naast de ingang staan twee treur-esdoorns. Het baarhuisje, dat in 1890 werd gebouwd, is een uit rode baksteen opgetrokken gebouwtje onder een zadeldak dat wordt gedekt door zwarte geglazuurde Friese dakpannen. In een gevelsteen boven de ingang staan het bouwjaar en de namen van enkele kerkvoogden en andere notabelen vermeld. Het toegangshek van de begraafplaats staat op een gemetselde dam en heeft twee pijlers met aan de buitenzijden daarvan vleugelstukken. Op de pijlers staan ijzeren vazen. Het smeedijzeren hek tussen de pijlers is versierd met rondboogmotieven en heeft punten met lelies. Zowel de begraafplaats zelf, het baarhuisje als het toegangshek zijn aangewezen als rijksmonument.
Op de begraafplaats bevindt zich het oorlogsgraf van de verzetsstrijder Berend Bierma (1916-1945).

## Afbeeldingen

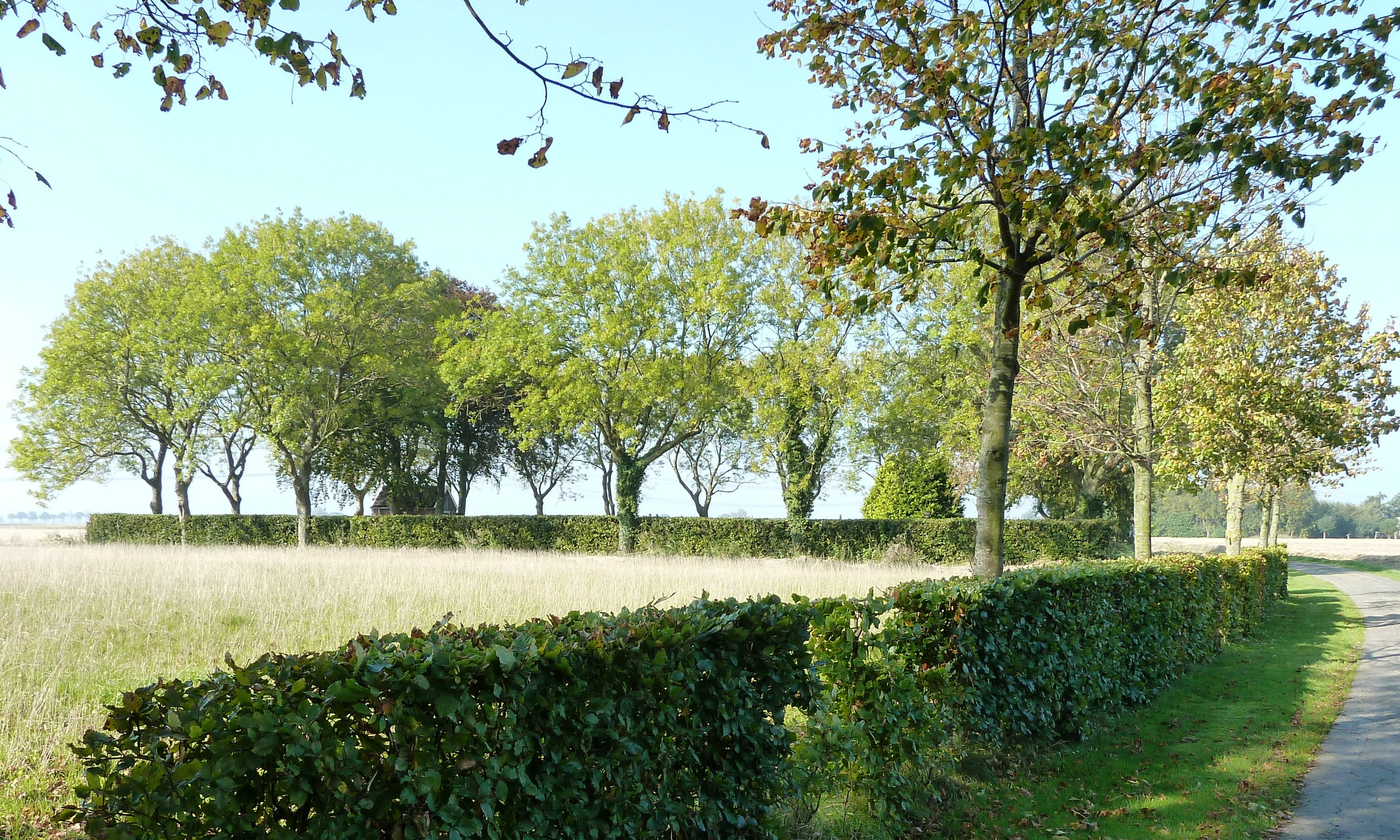
Buitenaanzicht (2010)
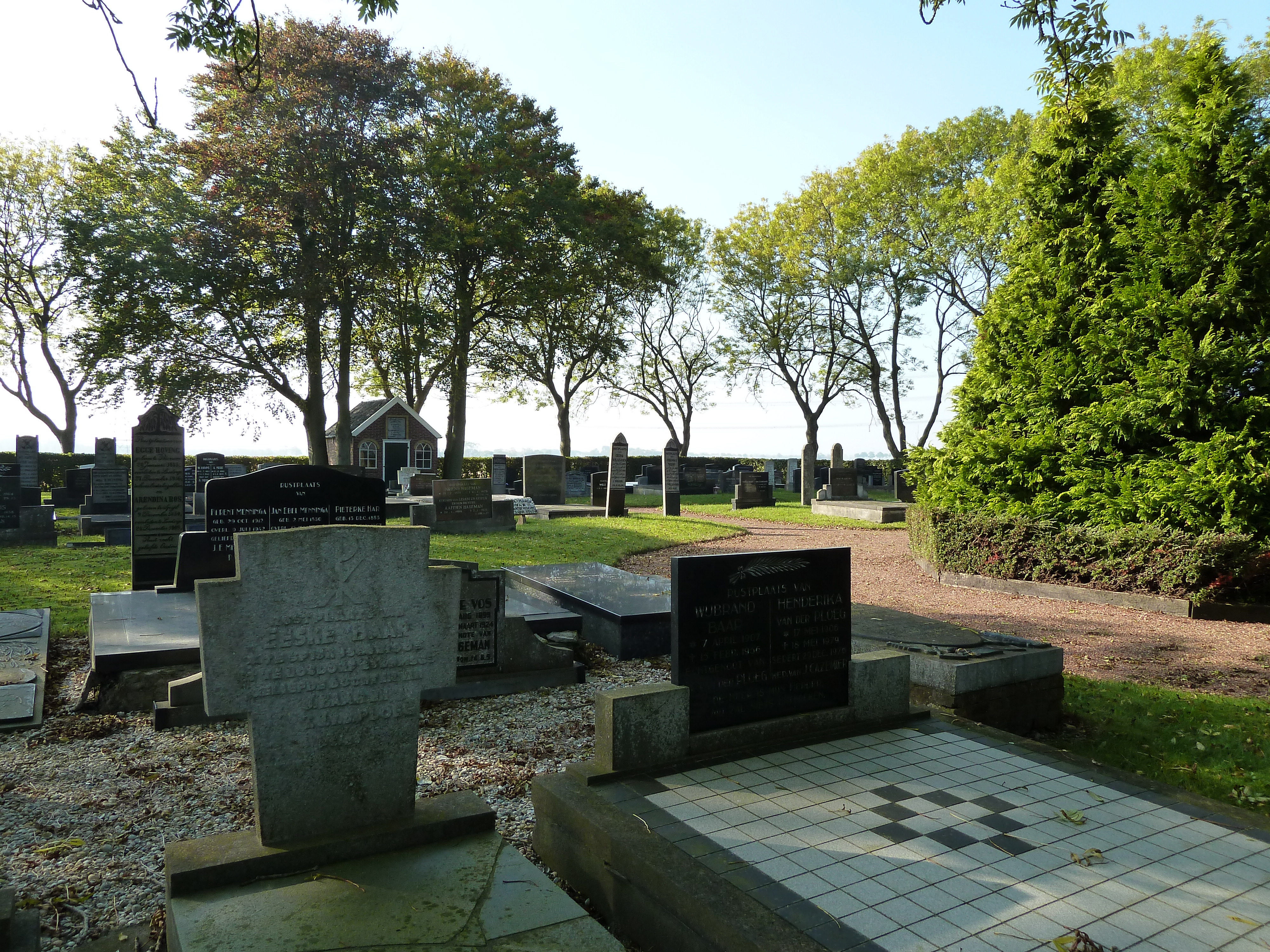
Begraafplaats (2010)
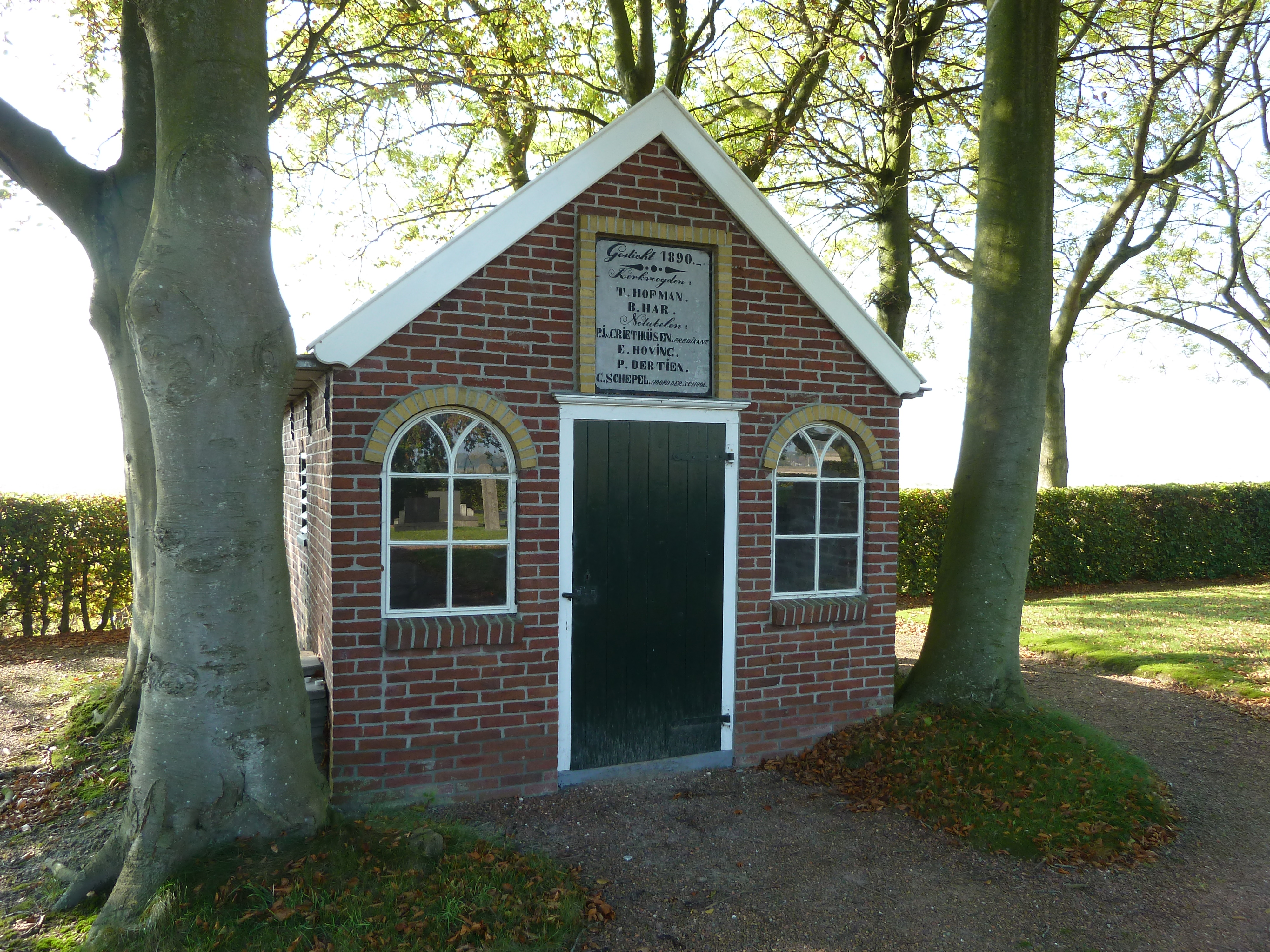
Baarhuisje (2010)
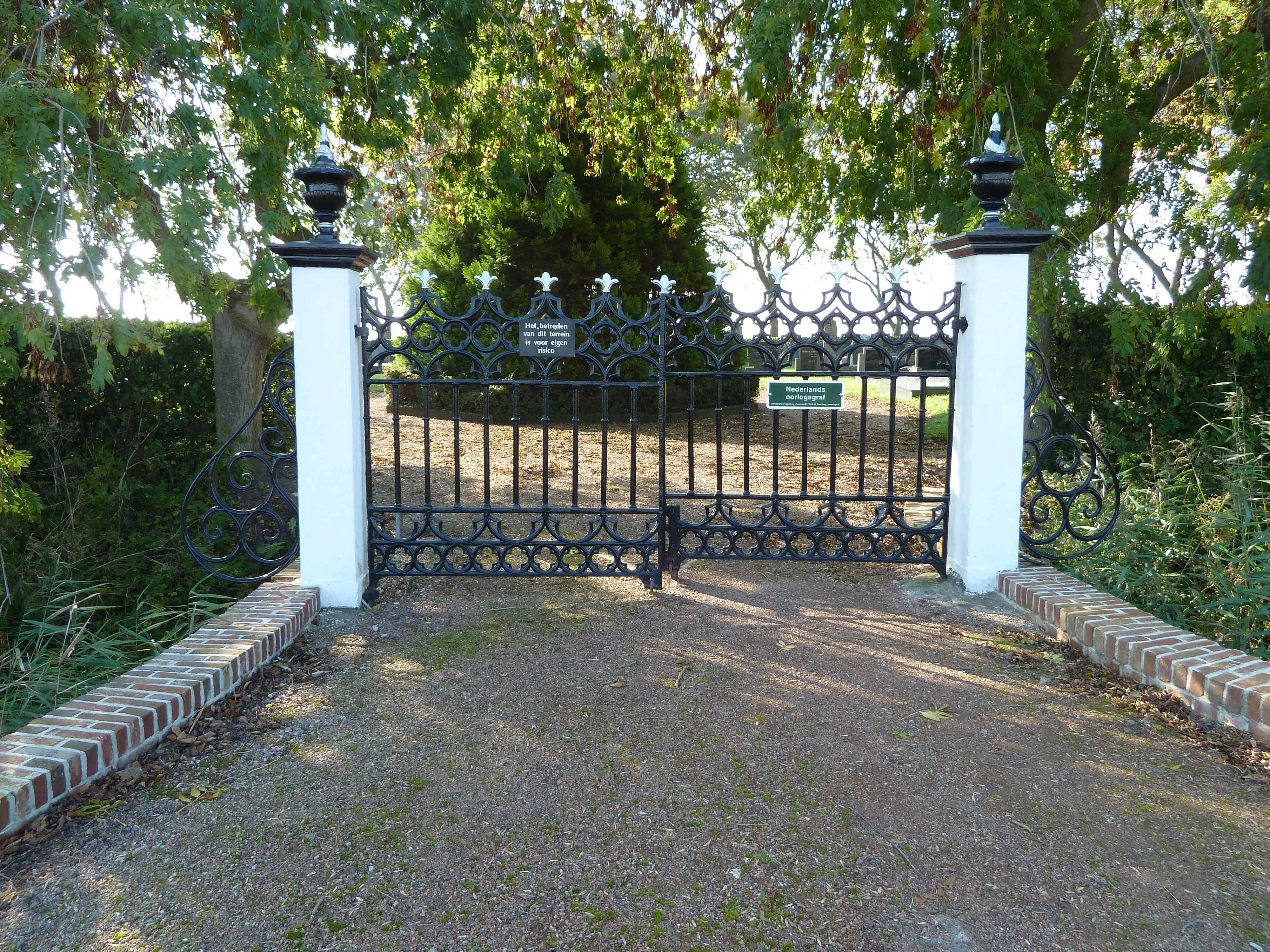
Toegangshek (2010)